# William Gell
William Gell, né le 1er avril 1777 à Hopton (Derbyshire) et mort le 4 février 1836 à Naples, est un archéologue et voyageur britannique.

## Biographie
Fils de Philip Eyre Gell, il étudie à Cambridge et est reçu docteur en 1800. Il donne alors des cours publics d'archéologie. Le gouvernement l'envoie en 1801 aux îles Ioniennes. Il visite ainsi la Troade. En 1804, il visite la Morée et Ithaque puis, en 1820, accompagne la princesse Caroline, comme chambellan, en Italie où il observe les ruines de Pompéi et d'Herculanum. Il y résidera jusqu'à sa mort.
Il figure comme témoin dans le procès de Caroline.
Ami intime de Thomas Moore, Walter Scott et Lord Byron, résident plénipotentiaire de la Société des Dilettanti à Rome, membre de la Society of Antiquaries, de la Royal Society, de l'Académie royale de Berlin et de l'Institut de France, on lui doit des dessins de l'amphithéâtre de Pompéi.
Il est enterré au cimetière anglais de Naples.

## Travaux
- Topography of Troy and its Vicinity, 1804.
- Geography and Antiquities of Ithaca, 1807.
- Itinerary of Greece, 1810.
- Itinerary of Morea, 1817.
- Pompeiana: the Topography, Ornaments, 1817-1819.
- Topography of Rome and its Vicinity, 1834.